# Эндометриоз
Эндометрио́з — распространённое гинекологическое заболевание, при котором клетки, подобные эндометрию (внутреннему слою матки), разрастаются за пределами этого слоя. В большинстве случаев развивается у женщин репродуктивного возраста, однако описаны случаи этого заболевания у девочек (даже до наступления первой менструации) и у женщин старшего возраста, после климакса и прекращения менструаций. В данной ткани возникают те же изменения, что и в нормальном эндометрии, проявляющиеся ежемесячными кровотечениями. Эти небольшие кровотечения приводят к воспалению в окружающих тканях и вызывают основные проявления заболевания: боль, увеличение объёма органа, бесплодие. Симптомы эндометриоза зависят от расположения его очагов.
Различают генитальный (в пределах половых органов — матки, яичников) и экстрагенитальный (вне половой системы — пупок, кишечник и т. д.) эндометриоз.
Причины возникновения заболевания официальной медициной точно не установлены. Предполагают участие в механизме заболевания клеточных ферментов, рецепторов к гормонам, а также генных мутаций.

## Классификация
Генитальный эндометриоз подразделяется на:
1. Наружный генитальный эндометриоз, к которому относятся эндометриоз яичников и тазовой брюшины.
2. Внутренний генитальный эндометриоз (аденомиоз), при котором эндометрий «врастает» в миометрий. Матка при этом приобретает округлую или шаровидную форму и может быть увеличена до размеров, характерных для 5-6 недель беременности. Достаточно часто аденомиоз у больных сочетается с миомой матки, поскольку эти процессы имеют похожие механизмы развития[3].

По распространению и глубине поражения тканей эндометриозом различают 4 степени заболевания:
I степень — единичные поверхностные очаги.
II степень — несколько более глубоких очагов.
III степень — множество глубоких очагов эндометриоза, небольшие эндометриоидные кисты одного или обоих яичников, тонкие спайки брюшины.
IV степень — Множество глубоких очагов, большие двусторонние эндометриоидные кисты яичников, плотные сращения органов, прорастание влагалища или прямой кишки.

## Распространённость эндометриоза
Эндометриоз поражает женщин репродуктивного возраста, точная распространённость его неизвестна. Многие женщины не обращаются к врачу, считая боль нормальной частью менструального цикла. Эндометриоз — это одна из ведущих причин тазовой боли и оснований для лапароскопической операции во многих странах. Средний возраст пациенток с эндометриозом 25—30 лет. Эндометриоз реже отмечается у женщин в постменопаузе.

## Механизм развития заболевания
В здоровом организме при каждом менструальном цикле в случае неоплодотворения яйцеклетки поверхностная ткань эндометрия отторгается и выводится из матки вместе с кровью, вытекающей из сосудов матки.
В некоторых случаях происходит заброс менструальной крови в брюшную полость по маточным трубам, где клетки эндометрия прививаются и начинают разрастаться. Этот процесс даёт начало наружному эндометриозу. При внутреннем эндометриозе клетки эндометрия «врастают» в мышечный слой матки.
Всё больше исследований указывают на связь между дисбалансом влагалищного микробиома и появлением эндометриоза. Объяснение этому является перезагрузка иммунной системы в случае ретроградной менструации, при которой не удаётся распознать и уничтожить клетки, которые выходят за пределы вагинального пространства. Из-за нарушения работы иммунной системы вагинальный дисбиоз приводит к повышенному уровню провоспалительных цитокинов, нарушению функции иммунологического надзора и также к изменениям иммунологического профиля. Активация толл-подобных рецепторов макрофагов приводит к их повышенной активности. Активированные макрофаги секретируют факторы (как, например, провоспалительный цитокин интерлейкин-8), которые окончательно способствуют размножению и адгезии клеток эндометрия.

## Симптомы заболевания
1. Тазовые боли. Боли, как правило, носят циклический характер (появляются или усиливаются перед менструациями), но могут быть постоянными.
2. Усиление и удлинение менструальных кровотечений.
3. Боли при половом акте (диспареуния).
4. Боли при опорожнении кишечника или мочевого пузыря (при четвёртой стадии).
5. Бесплодие.
6. Кровавая слеза (очень редко).

## Диагностика
При врачебном осмотре об эндометриозе может свидетельствовать напряжение в области придатков, матки и Дугласова пространства.
УЗИ не является эффективным методом диагностики, поскольку большинство узлов эндометриоза на нём не видны. Таким образом отрицательные показания УЗИ не являются свидетельством отсутствия эндометриоза.
Золотым стандартом диагностики эндометриоза является лапароскопия.

## Лечение
Лечение эндометриоза рекомендуется начинать с самых простых, дешёвых и наименее инвазивных методов.
Также, исследовательская группа из Высшей школы медицины и iGCORE в Университете Нагоя в Японии обнаружила, что использование антибиотика для борьбы с фузобактериями снижает образование поражений, вызванных эндометриозом. Их результаты предлагают альтернативное лечение этого расстройства. Клинические испытания лечения антибиотиками продолжаются в университетской больнице Нагоя.

### Лечение боли
Болевой синдром при эндометриозе значительно снижает качество жизни пациенток, поэтому облегчению боли должно уделяться достаточно внимания. Для этого применяются простые анальгетики (парацетамол) и НПВС.
В 2003 году был проведён систематический обзор, выявивший большую эффективность НПВС в лечении альгодисменореи по сравнению с плацебо. Большой процент женщин в этом исследовании имели эндометриоз.
В отношении эффективности комбинированных оральных контрацептивов при болевом синдроме остаётся мало доказательств, но они по-прежнему применяются и считаются эффективными.
Эффективность препаратов прогестерона по результатам исследований оказалась такой же, как и у любых других медикаментозных средств при подтверждённом диагнозе эндометриоза. Благодаря их хорошей переносимости и малому числу побочных эффектов они остаются подходящими для использования при этом заболевании.

### Гормональная терапия
Медикаментозная терапия эндометриоза была широко распространена до появления лапароскопических методик лечения. Основными препаратами с доказанным эффектом для лечения подтверждённого эндометриоза являются:
- Препараты прогестинов (прогестерона), например, дидрогестерон, диеногест
- Монофазные комбинированные оральные контрацептивы
- Даназол[15]
- Гестринон[англ.]
- Агонисты[англ.] и антагонисты гонадотропин рилизинг-гормона[англ.] (например, элаголикс[англ.][16][17][18], трипторелин[19])

Нет доказательств наибольшей эффективности какого-либо из этих препаратов. Выбор делается на основе спектра побочных эффектов, персональной переносимости и цены. Имеются свидетельства эффективности этих препаратов в качестве подготовки к операции, а также доказательства того, что их применение в послеоперационном периоде имеет значительно более долгий анальгетический эффект.

### Хирургическое лечение
Подразумевает полное удаление очагов эндометриоза (узлов) любым из хирургических методов. В настоящее время применяются: резекция, электрокоагуляция, лазерная вапоризация. Все они доказано обладают эффектом, но достоверного превосходства какой-либо из техник над другими выявлено не было. Многие хирурги считают, что резекция позволяет более качественно удалить все узлы, особенно крупных размеров, которые могут не полностью исчезнуть после вапоризации или электрокоагуляции. Эта методика также позволяет одновременно взять материал для биопсии.
Эндометриоидные кисты яичника лучше всего поддаются иссечению с полным удалением. Симптоматическое облегчение после этой операции доказанно превосходит эффект методов дренирования и абляции, а также позволяет своевременно взять материал для гистологического исследования, чтобы исключить редкие опухоли яичника.
Операции при тяжёлых стадиях эндометриоза с вовлечением толстого кишечника, мочевого пузыря и заращением Дугласова пространства должны проводиться в крупных центрах, специализирующихся на гинекологической лапароскопии, по возможности под наблюдением уролога и колоректального хирурга. Операция в этих случаях может включать резекцию кишки, мочевого пузыря и реимплантацию мочеточников.
Удаление матки и придатков в настоящее время применяется все реже, большинство методик сосредоточено на удалении только очагов эндометриоза и восстановлении нормальной анатомии тазовой области.

## Планирование беременности при эндометриозе
Существует мнение, что эндометриоз может нарушать процесс созревания яйцеклетки и процесс её овуляции. Естественно, эти нарушения оказывают влияние на возможность зачатия и шансы забеременеть, соответственно, снижаются. Кроме того, при длительном течении эндометриоза в половых органах образуются спайки, что также увеличивает риск развития бесплодия.
Но вместе с тем, эндометриоз не является гарантией бесплодия. Есть факты случайного обнаружения этой болезни у женщин, которые никогда не имели проблем с зачатием. Также после лечения эндометриоза многим женщинам удаётся успешно забеременеть.